# 錦木塚右エ門 (1822年生)
錦木 塚右エ門（にしきぎ つかえもん、1822年〈文政5年〉 - 1861年12月27日〈文久元年11月26日〉）は、現在の岩手県北上市（旧・陸奥国和賀郡）出身で二所ノ関部屋に所属した力士。本名は工藤とのみ伝わっている。身長、体重ともに不明。最高位は西前頭筆頭。南部藩の抱えであった。

## 人物
最初は南部相撲で相撲人生をスタートさせた。1845年3月に初土俵（二段目〈現在の幕下〉）を踏んだ。1852年11月西二段目8枚目にあがり、現在でいう十枚目昇進を果たす。この場所、6勝3敗1預の優勝次点という好成績を挙げた。1856年11月場所で新入幕を果たした。幕内では目立った成績を残せず、勝ち越しも一度きり（西前頭4枚目だった1859年11月場所）と芳しくなかった。それでも、番付は順調に上昇して行った。しかし万延年間に入ると病気がちになり、1860年10月場所（この場所で記録した西前頭筆頭が、彼の最高位である）以降は休場続きだった。本場所の土俵に復帰する事が叶わないまま、1861年11月26日に39歳で死去した。
三役を目前にしながら、病気により潰えた悲運の力士だった。ちなみに、江戸時代に錦木を名乗った力士は5人いるが、彼のみ三役に昇進する事が出来なかった。彼の死後、大淀谷五郎（最高位：十両筆頭）が1871年～1874年まで錦木繁之介を名乗った以外は永らく錦木を襲名した力士は現れなかったが、2012年夏場所に熊谷（当時西幕下20枚目）が、同郷の錦木（ちなみに熊谷は盛岡市出身）にあやかって、錦木徹也と改名し141年ぶりに錦木を襲名する事となった。その錦木は改名効果もあって、翌名古屋場所で6勝1敗の好成績を挙げ、同年九州場所では7戦全勝で自身初の優勝を成し遂げた。そして、改名から丁度3年後の2015年夏場所に十両に昇進を果たし、錦木の四股名を持つ力士としては7人目の関取となった。
幕内通算 11場所 17勝28敗9分3預38休の成績を残した。
改名歴は2回（下の名前も含めれば3回）ある：逆鉾 亀之助 → 逆鉾 幾右エ門(1845年11月場所-) → 玉川 浪五郎(1850年3月場所-) →錦木 塚右エ門(1857年1月場所-)　

## 場所別成績
| 1845年 | 西幕下16枚目 –         | 西幕下16枚目 –          |
| 1846年 | 西幕下17枚目 –         | 西幕下22枚目 –          |
| 1847年 | 西幕下22枚目 –         | 西幕下13枚目 –          |
| 1848年 | 西幕下18枚目 –         | 西幕下14枚目 –          |
| 1849年 | 西幕下13枚目 –         | 西幕下14枚目 –          |
| 1850年 | 西幕下16枚目 –         | 西幕下11枚目 –          |
| 1851年 | 西幕下12枚目 –         | 西幕下12枚目 –          |
| 1852年 | 西幕下11枚目 –         | 西幕下8枚目 6–3 1預     |
| 1853年 | 西幕下7枚目 4–4        | 西幕下4枚目 4–4         |
| 1854年 | 西幕下4枚目 3–3        | 西幕下2枚目 3–3 1分2預  |
| 1855年 | 西幕下2枚目 – 興行中止 | x                       |
| 1856年 | 西幕下2枚目 4–4 1預    | 西前頭6枚目 3–3–1 3分   |
| 1857年 | 西前頭5枚目 2–4 1分1預 | 西前頭3枚目 1–5–4       |
| 1858年 | 西前頭4枚目 3–3–2 2分  | 西前頭4枚目 – 興行中止  |
| 1859年 | 西前頭3枚目 2–5–2 1分  | 西前頭4枚目 4–3–1 2預   |
| 1860年 | 西前頭3枚目 2–5–1 2分  | 西前頭筆頭 0–0–7        |
| 1861年 | 西前頭2枚目 0–0–10     | 西前頭3枚目 引退 0–0–10 |
| 各欄の数字は、「勝ち-負け-休場」を示す。 優勝 引退 休場 十両 幕下 三賞：敢=敢闘賞、殊=殊勲賞、技=技能賞 その他：★=金星 番付階級：幕内 - 十両 - 幕下 - 三段目 - 序二段 - 序ノ口 幕内序列：横綱 - 大関 - 関脇 - 小結 - 前頭（「#数字」は各位内の序列） |                        |                         |

- 当時は十両の地位が存在せず、幕内のすぐ下が幕下であった。番付表の上から二段目であるため、現代ではこの当時の幕下は、十両創設後現代までの十両・幕下と区別して二段目とも呼ぶ。
- 二段目11枚目以下の地位は小島貞二コレクションの番付実物画像による。